# Charles Augsburger
Pour l’artiste et dessinateur de presse né Georges-Charles Augsburger voir Géa Augsbourg
Charles Augsburger, né en août 1942 à La Chaux-de-Fonds (Neuchâtel), est un homme politique suisse. Économiste de formation, il rejoint le parti socialiste et s'engage localement. Il préside ainsi le conseil communal de La Chaux-de-Fonds durant 16 ans et est élu au Grand conseil neuchâtelois pendant plusieurs législatures.

## Biographie
Charles Augsbuger est né en août 1942 dans la commune neuchâteloise de La Chaux-de-Fonds,. Issu d'une famille modeste, il observe durant sa jeunesse les conditions de vie difficiles rencontrées par certains chaux-de-fonniers. Le jeune homme suit une formation d'économie et entre au parti socialiste. En 1968, il est nommé chancelier de la municipalité. 
En 1973, le socialiste est élu député au Grand conseil neuchâtelois, fonction qu'il occupe jusqu'en 2002. Mais c'est surtout à travers ses responsabilités communales que Charles Augsburger marque la politique du canton. Il entre en effet au conseil communal de La Chaux-de-Fonds en 1980 puis en prend la présidence en 1988. Il quitte toutes ses fonctions dans la politique chaux-de-fonnières en 2004 après avoir dirigé la ville durant 16 années. 

## Parcours politique
Sous l'étiquette socialiste, Charles Augsburger accède au conseil communal de La Chaux-de-Fonds en 1980 à la suite du départ de Maurice Payot. Mais, son empreinte sur la politique locale va surtout apparaître lorsqu'il remplace Francis Matthey, devenu Conseiller d'état, à la présidence de la commune en 1988. Au total, il exerce cette fonction durant six mandats.
Lors de sa réélection en 2000, la jeune génération socialiste locale émet quelques critiques et réserves. Les élus évoquent ainsi la durée trop importante du pouvoir de Charles Augsburger et des résultats mitigés dans ses réalisations politiques. Toutefois, les principaux intéressés ne parviennent pas à empêcher leur aîné d'accéder à un sixième mandat.
En 2002, Charles Augsburger démissionne de son poste au Grand conseil. Il justifie cette décision par le fait de ne plus disposer du temps suffisant pour gérer efficacement la ville de La Chaux-de-Fonds. Il évoque notamment les projets d'aménagement du centre ville de la cité chaux-de-fonnières qui occupe les débats locaux. À cette occasion, il précise que ce départ n'implique pas nécessairement un retrait prochain des affaires communales, plutôt la volonté de se concentrer sur la fin de la législature communale.
Sur la fin de son mandat, Charles Augsburger doit faire face à une grève des employés municipaux dans le cadre de mesures budgétaires. Si le socialiste ne remet pas en cause l'action des employés, il regrette toutefois l'évolution du dialogue social entre les autorités et les représentants syndicaux, celui-ci passant d'une forme plus consensuelle à une vision plus opposante à ses yeux.
En 2004, Charles Augsburger décide de cesser ses activités à responsabilité au sein de la commune. Il motive son retrait par son envie de s'investir pleinement dans la suite du projet d’aménagement du « Pod », l'avenue Léopold-Robert. En 2003, les habitants ont en effet refusé un projet de piétonisation de l'avenue centrale défendu par Charles Augsburger.